# نلی شاهنازاریان
نلی سوانی شاهنازاریان (ارمنی: Նելլի Սևանի Շահնազարյան؛ انگلیسی: Nelly Shahnazaryan زادهٔ ۲ ژانویهٔ ۱۹۵۲)، نثرنویس اهل ارمنستان است.

## زندگی‌نامه
وی در ۲ ژانویه ۱۹۵۲ در جوجوان به دنیا آمد و از دانشگاه دولتی علوم پرورشی خاچاطور آبوویان ارمنستان فارغ‌التحصیل گشت. وی عضو اتحادیه نویسندگان ارمنستان است و در فرهنگستان دولتی تئاتر سوندوکیان نیز فعالیت می‌کند. وی برنده جوایزی همچون مدال طلای وزارت فرهنگ جمهوری ارمنستان شد.